# Reparatur
Reparatur (von lateinisch reparare „wiederherstellen“) bzw. Instandsetzung, schweizerdeutsch Instandstellung, ist die Kulturtechnik und der Vorgang, bei dem ein defektes Objekt in einen funktionsfähigen Zustand zurückversetzt wird. Im Militär ist die Instandsetzungstruppe oft eine eigene Truppengattung, in der Bundeswehr im Verbund der Logistiktruppe. Im Straßenbau ist die Instandsetzung eine bauliche Maßnahme im Bereich der Straßenerhaltung.

## Überblick
Eine Reparatur kann beispielsweise durch den Austausch defekter Teile, durch das Hinzufügen von Teilen oder durch eine Neuordnung von Teilen (zum Beispiel Zusammenkleben oder Schweißen) erfolgen. Bei modernen technischen Geräten und Maschinen sowie in Autowerkstätten wird außerdem in zunehmendem Maß die Elektronik oder die elektrische Steuerung durch Programme zum Gegenstand von Reparaturen oder vorbeugendem Service.
Eine spezielle Variante der Reparatur nennt man Debarieren. So bezeichnet man das Ausbessern von farblichen Abweichungen an Textilfertigwaren in Handarbeit.
Bei der Reparatur von Elektrischen Isolierungen verwendet man auch den Begriff Emplastrifikation.
Der Begriff der Reparatur ist auch Gegenstand des zertifizierbaren Qualitätsmanagements. Er war bereits in der DIN-Norm DIN EN ISO 8402:1995-08, Ziffer 4.18 definiert und umfasst jede an einem fehlerhaften Produkt auszuführende Maßnahme, die sicherstellen soll, dass dieses die Anforderungen des beabsichtigten Gebrauchs erfüllen wird, obwohl es zunächst möglicherweise die ursprünglich festgelegten Forderungen nicht erfüllt.
Reparatur ist demnach eine Art der Behandlung eines fehlerhaften Produkts oder eines beschädigten Gegenstandes. Dabei kann in der Definition der nunmehr gültigen DIN EN ISO 9000:2000, Ziffer 3.6.9, eine Reparatur Teile eines Produktes beeinflussen oder auch verändern. Nach DIN 31051 ist die Reparatur Bestandteil der Instandhaltung.
In zunehmendem Maße wird auch Teleservice, d. h. die Fernwartung, im Rahmen der Instandhaltung genutzt. Durch Teleservice kann die Reaktionszeit der Servicetechniker verkürzt und die Qualität der Serviceeinsätze erhöht werden, z. B. indem der Techniker durch Ferndiagnose bereits weiß, welche Ersatzteile er zum Einsatzort mitnehmen muss.
Problematisch (und von einigen Autoren als geplante Obsoleszenz angesehen) ist der Umstand, dass manche modernen Produkte konstruktionsbedingt nicht mehr reparabel sind, beispielsweise weil sich Gehäuse nicht öffnen lassen oder Bauteile mit verhältnismäßig kurzer Lebensdauer (z. B. Akkus) nicht ausgewechselt werden können. Auch fehlende Ersatzteilversorgung durch den Hersteller oder notwendiges Spezialwerkzeug können die Reparierbarkeit verhindern bzw. unwirtschaftlich werden lassen.
Reparatur ist neben Refurbishing und Recycling ein Verwertungsprinzip der Kreislaufwirtschaft. Angesichts der „Wegwerfgesellschaft“ wird die Tätigkeit des Reparierens soziologisch als Reproduktionsarbeit bzw. Care-Arbeit eingestuft.

### Reparatur als Werterhaltung in der Denkmalpflege

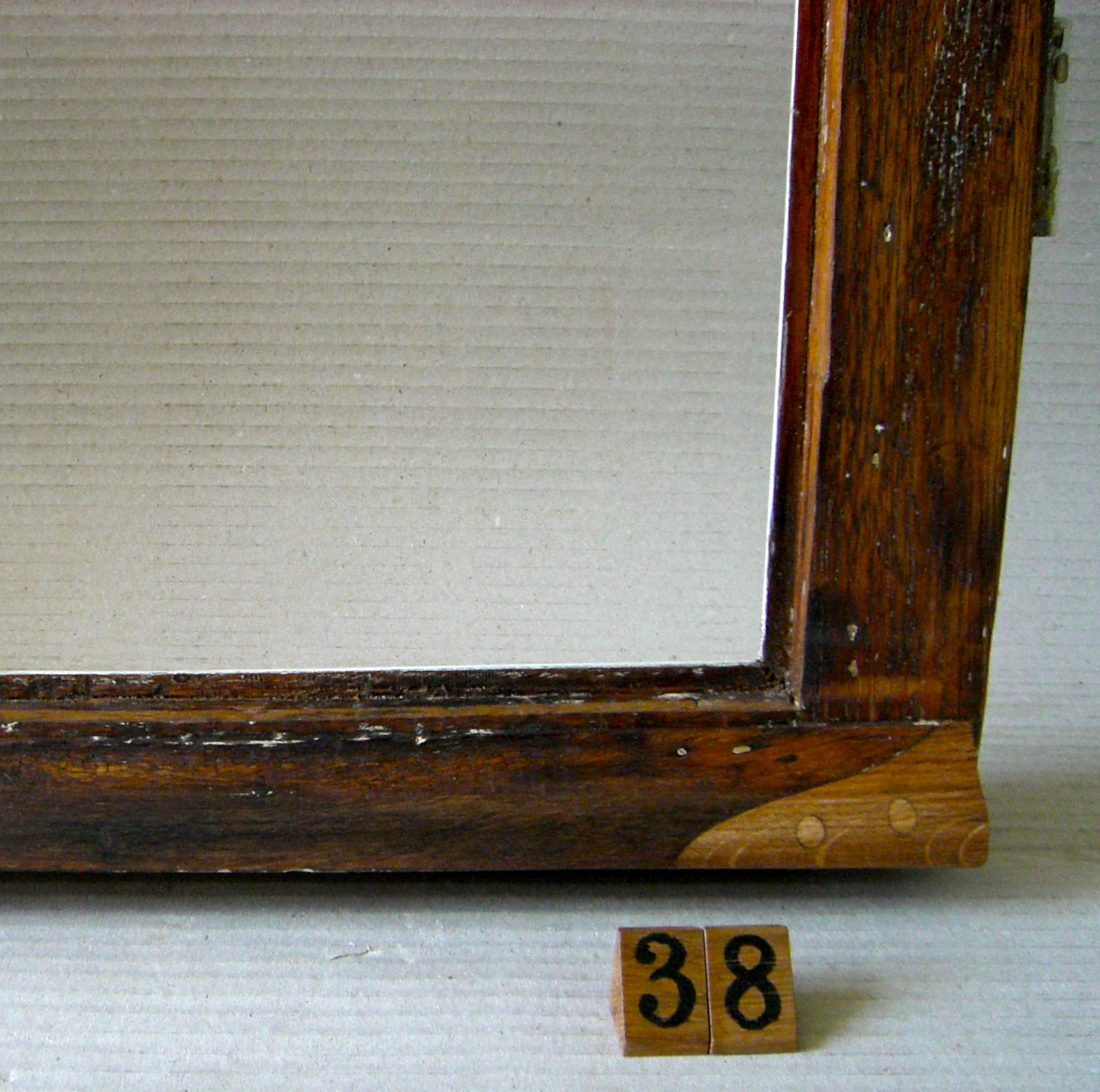
Reparatur an einem historischen Fenster

Innerhalb der Denkmalpflege wird mit der Reparatur historischer Bausubstanz ein elementarer Auftrag des Denkmalschutzes erfüllt. Die Reparatur von Bauteilen ermöglicht die substanzielle und kulturelle Werterhaltung von Baudenkmalen. Die Kultur der Reparatur hat z. B. das Berufsbild Fensterhandwerker Anfang der 1980er Jahre in Schweden und seine Einführung in Deutschland um das Jahr 1999 hervorgebracht. Die Methode der Fensterinstandsetzung durch das Fensterhandwerk erhält historische, reparable Fenster im Sinne der Denkmalpflege. Bei der Herausbildung dieses Berufsbildes spielte auch die Kritik an der so genannten Wegwerfgesellschaft eine maßgebliche Rolle. Bei der Reparatur der qualitativ hochwertigen historischen Fenster verwenden Fensterhandwerker historische Materialien und Techniken, denn diese sind für die lange Lebensdauer historischer Bausubstanz verantwortlich.

### Militär

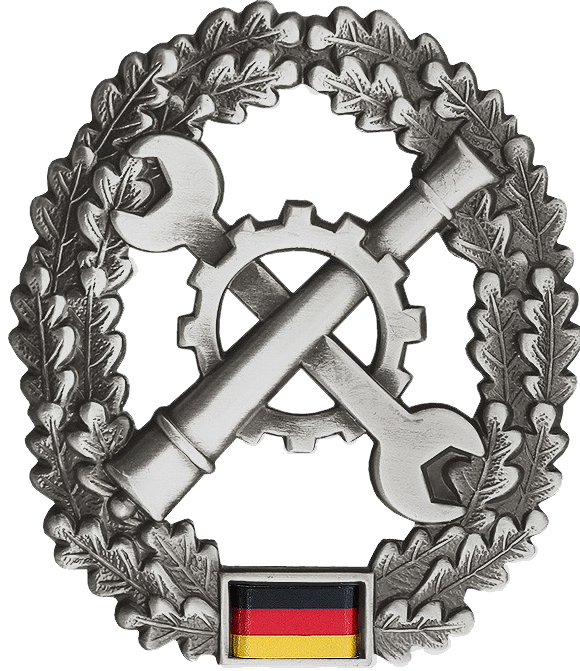
Barettabzeichen der Instandsetzungstruppe der Bundeswehr

Im Militär ist die Instandsetzung oft eine Truppengattung. Die Instandsetzung ist für die Wartung, Instandsetzung und die Einsatzfähigkeit aller militärischen Ausrüstung, insbesondere Fahrzeuge, Waffen und Geräte, verantwortlich. Instandsetzende Truppenteile finden sich in allen Teilstreitkräften und militärischen Organisationsbereichen sowie als organischer Teil anderer Truppengattungen. Im deutschen Heer und im Unterstützungsbereich der Bundeswehr ist die Instandsetzung eine Truppengattung innerhalb der Logistiktruppe.

## Technik

### Arten von Reparaturen
Man unterscheidet zwei Arten der Reparatur an technischen Anlagen, Maschinen und Geräten:
- Bei der Austauschreparatur werden verschlissene oder defekte Teile gegen Neuteile ausgetauscht. Es sind Ersatzteil-Lieferverträge und eine Gewährleistung üblich. Ökonomische Vorteile bestehen vor allem dann, wenn damit hohe Personalkosten für qualifiziertes Personal gesenkt werden können oder dieses Diagnosetools sowie produktspezifische Schulungen erhält. Nachteilig sind der hohe Verwaltungsaufwand für Logistik und Transport der Ersatzteile, die gelagert werden und damit Kapital binden. Die Teile sind nur befristet vorrätig. Sie werden teilweise in minderer Qualität nachgefertigt (Produktfälschung). Die ausufernde Austauschreparatur oder auch deren unangemessen hoher Preis kann zu einer Wegwerfgesellschaft führen. Sind Teile nicht vorrätig, dauert die Reparatur länger.
- Bei der regenerativen Reparatur werden defekte Bauteile oder Komponenten wieder instand gesetzt und weiterverwendet, Beispiele sind das Nachdrehen von Bremsscheiben oder Zylinder-Laufbuchsen. Diese Art der Reparatur wird vor allem praktiziert, wenn Material- und Ersatzteilmangel herrscht. Vorteilhaft sind die niedrigen Materialkosten. Das Arbeitsmittel kann oft schnell instand gesetzt werden. Nachteile sind, dass hierzu relativ hoch qualifiziertes Personal und häufig Spezialwerkzeug erforderlich ist.

### Arbeitssicherheit
Bei Reparaturen treten andere Gefahren auf als im normalen Betrieb. Häufig müssen Schutzabdeckungen entfernt werden, die im Normalfall gefährliche Maschinenteile verdecken. Dazu gehört auch eine Wartungssicherung der Anlage zur Reparatur. Die Fünf Sicherheitsregeln beschreiben das Vorgehen bei Elektroreparaturen.

### Sicherheit nach Reparatur
Reparaturen am Bau, an Fahr- und Flugzeugen oder auch an technischen Geräten, Werkzeugen und Anlagen können bei fehlerhafter Ausführung gefährlich sein oder sogar Leben kosten. Daher schreibt der Hersteller vor, welche Teile wie und durch wie qualifiziertes Personal ausgetauscht oder instand gesetzt werden. Oft sind die Instandsetzungen jedoch auch gesetzlich überwacht, indem staatlich bestellte Gutachter eingesetzt werden.
Die Reparatur durch Laien stellt oft nicht sicher, dass die Ausführung den gleichen Sicherheitsansprüchen genügt wie der Originalzustand. Auch eine fachliche Qualifikation reicht oft nicht, sicherheitsrelevante Konstruktions- und Montage-Details zu erkennen und wieder herzustellen. Beispiele sind die Verwendung von Isoliermaterialien, die sich im Fehlerfall entzünden oder bei Teilentladungen früher versagen, Leiterquerschnitte, die zwar den Betriebsstrom, nicht jedoch auch den Kurzschlussstrom führen können, Betonmischungen, die zwar statisch genügen, aber durch Porosität der Korrosion Vorschub leisten.

## Recht

### Europarecht
Die Richtlinie 2024/1799 (EU) über gemeinsame Vorschriften zur Förderung der Reparatur von Waren wurde am 13. Juni 2024 angenommen und trat am 30. Juli 2024 in Kraft. Die Mitgliedstaaten müssen sie in nationales Recht umsetzen und ab dem 31. Juli 2026 anwenden. In Deutschland soll die gesetzliche Umsetzung noch im Jahr 2024 erfolgen. Die neue RL verfolgt und erweitert Prinzipien der Schutz des Verbrauchers und der Nachhaltigkeit, die auch schon in der Ökodesign-Richtlinie angelegt sind. Vorgesehen sind unter anderem Verpflichtungen der Hersteller, Haushaltsgeräte so zu gestalten, dass sie von Verbrauchern leicht selbst wieder instand gesetzt werden können, wenn sie kaputt gegangen sind. Dazu gehört auch eine Verpflichtung, die entsprechenden Ersatzteile für mehrere Jahre vorzuhalten. Frühere Entwürfe haben dazu eine Frist von sieben Jahren nach dem Ausscheiden des Geräts aus dem Markt vorgesehen. Ebenso sollten die Ersatzteile innerhalb von höchstens 15 Werktagen lieferbar sein.
Ein Recht auf Reparatur war auch schon Teil des am 11. März 2020 vorgestellten Aktionsplans der Europäischen Kommission zur Müllvermeidung. Dieser ist wiederum Teil des Grünen Deals.

### Deutsches Recht
Der Reparaturvertrag als eine zivilrechtliche Vereinbarung über die Reparatur einer Sache ist nach deutschem Recht im Bürgerlichen Gesetzbuch nicht als eigener Vertragstyp geregelt. Es handelt sich um einen Werkvertrag, weil der Werkunternehmer mit der Reparatur die Wiederherstellung eines bestimmten Zustands und somit einen bestimmten Erfolg als „Werk“ schuldet. Erst wenn dieser Zustand herbeigeführt worden ist, ist die Reparatur erfolgreich gewesen. Der Auftraggeber ist im Gegenzug zur Entrichtung des Lohns verpflichtet (§ 631 BGB). Bei einer mangelhaften Reparatur kann der Besteller werkvertragliche Mängelrechte nach Maßgabe von § 634 BGB beanspruchen.
Der Hersteller einer Ware ist grundsätzlich nicht dazu verpflichtet, Ersatzteile oder Werkzeuge zur Reparatur der Sache bereitzustellen. Die Parteien eines Kaufvertrags können aber im Rahmen der Vertragsfreiheit Vereinbarungen über Wartung, Ersatzteilbevorratung und Nachserienverfügbarkeit von Komponenten und Produkten schließen.
Wenn eine gekaufte Sache mangelhaft ist, steht dem Käufer gegen den Verkäufer ein Nacherfüllungsanspruch zu (§ 439 BGB). Umgekehrt hat der Verkäufer ein „Recht auf Reparatur“, das sich der Verkäufer häufig auch in seinen Allgemeinen Geschäftsbedingungen (AGB) vorbehält. Dann ist der Käufer erst nach ausreichenden Bemühungen des Verkäufers oder bei dessen Unvermögen selbst zur Herstellung des vertragsgemäßen Zustands durch eigene Reparatur berechtigt. Hier unterscheidet sich das Kaufrecht bewusst vom Werkvertragsrecht, das in § 637 BGB ein Selbstvornahmerecht kennt.

### Französischer Reparaturindex
Seit 2021 werden Smartphones, Unterhaltungselektronik, weiße Ware und Rasenmäher in Frankreich mit dem obligatorischen Reparierbarkeitsindex (franz. Indice de réparabilité) versehen verkauft. Die von 0 bis 10 reichende Bewertungsskala orientierte sich an einer bestehenden Matrix des Unternehmens iFixit und bezieht die Einstufungen in den Kategorien technische Dokumentation, Demontage, Verfügbarkeit von Ersatzteilen, Preisgestaltung der Ersatzteile und weitere Produktspezifika ein.

### Recht auf Reparatur
Angestoßen durch den Nachhaltigkeitsdiskurs und die Debatte um die geplante Obsoleszenz von Produkten mehren sich in verschiedenen Ländern die rechtspolitischen Forderungen nach Einführung eines „Rechts auf Reparatur“ (englisch: right to repair). Diskutiert wurde dies vor allem für langlebige Konsum- und Anlagegüter wie Kraftfahrzeuge und Maschinen, die häufig infolge der Digitalisierung nur noch sehr schwer selbst zu reparieren sind, aber auch für elektronische Geräte, insbesondere für mobile Computer wie Tablets oder Smartphones.
Teils berufen sich Hersteller von Maschinen aber auf das Urheberrecht, um den Käufern das Ändern der Computerprogramme zu untersagen, mit denen eine Maschine betrieben wird. Aufsehen erregt hat hier insbesondere der US-amerikanische Hersteller von Landmaschinen John Deere. Japanische Gerichte haben entschieden, dass patent- und markenrechtlich geschützte Produkte repariert und beispielsweise Druckerpatronen wiederbefüllt werden dürfen, solange das für den Kunden in nachvollziehbarer Weise geschieht, so dass es nicht zu einer Täuschung über die Herkunft der Recycling-Patronen kommen kann. Computerhersteller wie Apple liefern Ersatzteile und Spezialwerkzeug, das zur Reparatur benötigt wird, nur an ausgewählte Werkstätten, die folglich ein Monopol auf die Reparatur dieser Produkte haben. Dieses Monopol wird durch Google und deren Werbeverbot auf Smartphone-Reparaturen unterstützt. Bei dem Werbeverbot möchte Google offiziell die Verbraucher vor „schwarzen Schafen“ schützen. Plattformen wie kaputt.de oder ifixit.com gewinnen in Deutschland an Bedeutung, um den Endverbraucher Reparaturmöglichkeiten aufzuzeigen.
In den USA hat sich eine Bewegung für das Recht auf Reparatur gebildet, die sich dafür ausspricht, dass Käufer gegenüber den Herstellern das Recht erhalten, Gebrauchsgüter selbst reparieren zu dürfen und dazu mit den erforderlichen Materialien und Informationen versorgt zu werden. Die Bundesstaaten Massachusetts, Nebraska, New York, Tennessee, Wyoming, Minnesota, Kansas und Illinois haben entsprechende Gesetzgebungsverfahren eingeleitet, gegen die jedoch Lobbyarbeit betrieben wird. Die Firma Apple hat 2019 angekündigt, Ersatzteile an freie Werkstätten zu verkaufen, wenn diese Reparateure durch Apple selber zertifiziert wurden (bisher nur in den USA).
In Deutschland zählte die Reparierbarkeit von Computer-Hardware im November 2018 auf der „Bits-&-Bäume“-Konferenz an der TU Berlin zu den politischen Forderungen der Teilnehmer für mehr digitale Nachhaltigkeit. Kurz darauf scheiterte eine Petition an den Deutschen Bundestag, in der verlangt worden war, ein Recht auf Reparatur für Elektrogeräte einzuführen. Hersteller sollten verpflichtet werden, Ersatzteile für zehn Jahre vorzuhalten. Nur die Linke und Bündnis 90/Die Grünen hatten sich für eine Überweisung des Vorschlags an den Deutschen Bundestag ausgesprochen, die anderen Fraktionen waren dagegen. Die Ablehnung wurde vom Petitionsausschuss unter anderem damit begründet, das Umweltbundesamt sei zu dem Ergebnis gekommen, es gebe keine „geplante Obsoleszenz“; deshalb könne diese Annahme auch nicht zum Ausgangspunkt für gesetzgeberisches Handeln gemacht werden.
Demgegenüber hat der Deutsche Bundestag im Juni 2021 mit den Stimmen aller Parteien außer der AfD das Gesetz zur Regelung des Verkaufs von Sachen mit digitalen Elementen und anderer Aspekte des Kaufvertrags beschlossen. Damit wurde die europäische Richtlinie über bestimmte vertragsrechtliche Aspekte der Bereitstellung digitaler Inhalte und digitaler Dienstleistungen (Warenkaufrichtlinie) umgesetzt. Demnach sind Verkäufer digitaler Produkte ab Januar 2022 verpflichtet, Updates für die Ware bereitzustellen. Das gilt für „smarte“ Geräte und Mobile Apps bis hin zu E-Books. Digitale Elemente müssen während der Bereitstellungszeit vom Verkäufer mangelfrei gehalten werden. Das gilt im gesamten europäischen Binnenmarkt.
Am 23. April 2024 verabschiedete das Europäische Parlament im Rahmen des European Green Deal eine Richtlinie für ein Recht auf Reparatur. Unter anderem legt die Richtlinie Herstellern bzw. Importeuren für bestimmte Produktgruppen für eine bestimmte Zeitspanne eine Reparaturpflicht auf (voraussichtlich für fünf bis zehn Jahre). Hersteller dürfen zudem grundsätzlich keine Vertragsklauseln, Software oder Hardware mehr verwenden, die eine Reparatur verhindern. Zudem ist eine europäische Online-Plattform zum Auffinden von Werkstätten und Reparaturcafés vorgesehen. Der Rat muss dem Gesetz noch formell zustimmen; danach werden die Mitgliedstaaten 24 Monate Zeit haben, sie umzusetzen.